# 장창포
장창포(張昌蒲, 199년 ~ 257년 2월) 중국 삼국 시대 위나라의 여인으로 위나라의 정치인인 종요의 첩이자 위나라의 무장인 종회의 어머니이다. 자는 창포(昌蒲)이며 본명은 알려지지 않았다. 225년에 종회를 낳았으며 257년 2월에 59세의 나이로 병사하였다.

## 같이 보기
- 삼국지 인물 목록